# 北部陵园站
北部陵园站（德語：U-Bahnhof Nordfriedhof）是一座慕尼黑地铁六号线位于施瓦宾-弗莱曼的一座车站，位于迪特林登大街站和老荒原站之间，毗邻慕尼黑北部陵园。